# نیکولای ماکسیوتا
نیکولای ماکسیوتا (روسی: Николай Кириллович Максюта؛ ۲۶ مهٔ ۱۹۴۷ – ۱ نوامبر ۲۰۲۰) یک سیاست‌مدار اهل روسیه بود. وی از سال ۱۹۹۷ تا ۲۰۱۰ فرماندار استان ولگوگراد بود.
ماکسیوتا در ۱ نوامبر ۲۰۲۰ بر اثر ابتلا به کرونا درگذشت.